# Dig Herre mild jag tacka vill
Dig Herre mild jag tacka vill är en dansk morgonpsalm och aftonpsalm av Hans Thomissøn.

## Publicerad i
- 1572 års psalmbok med titeln TIgh HERRe mild jagh tacka wil under rubriken "Morgen och Afftonbön".[2]
- Göteborgspsalmboken under rubriken "Tacksäijelse och Böön Morgon och Affton".[3]

- Den svenska psalmboken 1694 som nummer 404 under rubriken "Morgon och Afton Psalmer".

- 1695 års psalmbok som nummer 344 under rubriken "Morgon- eller Afton-psalm".[1]